# Giulio coniglio: Storie per un anno
Giulio coniglio: Storie per un anno ist ein Bilderbuch der italienischen Schriftstellerin und Illustratorin Nicoletta Costa, das 2001 beim Verlag Franco Cosimo Panini veröffentlicht wurde. Es ist die erste Geschichte aus der gleichnamigen Giulio coniglio-Kinderbuchreihe.

## Inhalt
In diesem Bilderbuch lernen wir zuerst die Freunde des Hasen Giulio kennen, unter anderem Gans Caterina, Maus Tommaso, Fuchs Walter, Schnecke Laura und das Schwein Pippo. Anschließend lernen die kleinen Leser anhand von vier Geschichten die Jahreszeiten kennen.
In der Frühlingsgeschichte spielt Walter Giulio und seinen Freunden einen Streich: Er lässt eine Karotte an einer Schnur von einem Baum herabbaumeln. Guilo steigt auf eine Gießkanne und Caterina klettert auf den Hasen, um die Karotte zu erreichen. Dabei verlieren sie das Gleichgewicht und fallen zu Boden. Zwar ist niemand verletzt, doch Walter hat dennoch ein schlechtes Gewissen und macht seinen Streich durch eine Überraschung wieder gut: Er lädt alle zu einem Picknick mit Torte, Obst und Getränken ein.
In der Sommergeschichte befindet Maus Tommaso, dass es sich um einen perfekten Tag zum Schwimmen handelt und alle machen sich sogleich auf zum Fluss. Dort stellt sich jedoch heraus, dass Giulio nicht schwimmen kann und sich daher als einziger nicht ins Wasser traut. Schwein Pippo hat eine Idee: Er holt die Schildkröte Teresa, die zwar an Land sehr langsam ist, aber im Wasser zu Hause zu sein scheint. An ihrem Panzer kann sich Giulio wie an einem Schwimmbrett anhalten und so ebenfalls das kühlende Nass des Flusses genießen.
In der Herbstgeschichte ist der Himmel grau, es regnet und es ist kalt. Zwar trägt Hase Giulio einen Wollschal, trotzdem fängt er sich eine Erkältung ein und muss heftig niesen. Gans Caterina stellt zudem fest, dass er Fieber hat. Sie holt Dr. Eule, der glücklicherweise einen Wundersirup speziell für erkältete Hasen parat hat, mit dem es Giulio schon bald wieder besser geht. So gut sogar, dass er bereits das Bett verlassen und gemeinsam mit seinen Freunden eine Kleinigkeit essen kann.
In der Wintergeschichte treffen Hase Giulio und Maus Tommaso beim Holzsammeln im Wald das weinende Rentier Renate. Sie ist eigentlich eines der Rentiere, die den Weihnachtsschlitten ziehen. Doch da sie den anderen häufig lustige Geschichten erzählt hat und alle sehr viel lachen mussten und dadurch ein wenig ihre Arbeit vernachlässigt hatten, wurde sie vom Weihnachtsmann kurzerhand gefeuert. Giulio lädt Renate daraufhin zu sich ein. Dort hat Gans Caterina bereits Karottenkuchen gebacken und es duftet herrlich. Der Christbaum ist wunderschön geschmückt und Renate sitzt gemütlich in einem Sessel, umringt von ihren neuen Freunden. So ein erholsames Weihnachten hat sie noch nie gefeiert, denn diese Zeit bedeutet für die Rentiere des Weihnachtsmanns üblicherweise harte Arbeit!

## Rezeption
Silvana Tuccio schreibt in ihrer Rezension: „Giulio Coniglio ist die Schöpfung einer der bekanntesten Kinderbuchillustratorinnen Italiens. Ihr Stil ist unverkennbar: mit fließender Linienführung, geometrischen Formen und weichen Pastelltönen erweckt sie eine Heerschar bezaubernder Figuren zum Leben … Dies ist der Auftakt der Giulio-Coniglio-Reihe: Geschichten rund um einen schüchternen, treuen Hasen mit einer Vorliebe für Karotten, einer der erfolgreichsten Bilderbuchfiguren von Nicoletta Costa.“

## Auszeichnungen
Giulio coniglio: Storie per un anno erhielt 2002 den Preis Premio Grinzane Junior. Im Jahr 2010 wurde Nicoletta Costa beim Premio Andersen für Giulio Coniglio als Persönlichkeit des Jahres ausgezeichnet.

## Referenzen
Giulio coniglio: Storie per un anno ist in dem literarischen Nachschlagewerk 1001 Kinder- und Jugendbücher – Lies uns, bevor Du erwachsen bist! für die Altersstufe 0–3 Jahre enthalten.

## Ausgaben
- Giulio coniglio: Storie per un anno. Franco Cosimo Panini, Italien 2001 (italienisch).